# 服官
服官是漢朝朝廷在齐郡临淄和陈留郡襄邑两地設置的官營紡織作坊，专门为皇室制作丝织物，這些官營紡織作坊在當時被叫做服官。其中襄邑的作坊刺绣較好，主要製作皇帝的礼服。临淄作坊则机织水平更佳，主要製作宮廷所需的春、夏、冬三季的服装，所以临淄的作坊在當時被稱為三服官。三服官在东汉漢章帝建初二年(77年)遭到撤銷。